# Katharina Naschenweng
Katharina Elisa Naschenweng (Spittal an der Drau, 16 dicembre 1997) è una calciatrice austriaca, difensore del Bayern Monaco e della nazionale austriaca.

## Carriera

### Club
Naschenweng ha iniziato la sua carriera calcistica in Carinzia, nello stato (Bundesländer) dove cresce con i genitori, vestendo dal 2010 la maglia del SV Rothenthurn, società con sede della natia Spittal an der Drau. Nell'estate 2013 si trasferisce al neoistituito Carinthians che dalla stagione 2013-2014 prende il posto delFC St. Veit/Glan nella ÖFB Frauen Bundesliga, primo livello del campionato austriaco femminile di calcio. Grazie alle buone prestazioni espresse in campionato, benché la sua squadra si fosse classificata all'ultimo posto retrocedendo così in 2. Liga, Naschenweng ha attirato l'attenzione degli osservatori dello Sturm Graz, società che ha deciso di ingaggiare la giovane calciatrice nel 2015. Qui debutta già dalla 1ª giornata di campionato, nella schiacciante vittoria per 7-0 sulle avversarie della sua vecchia squadra del Carinthians, giocando tutti i 18 incontri e siglando 5 reti, la prima sempre alla sua ex squadra nella vittoria per 5-0 alla prima giornata di ritorno, alle quali si sommano le 2 presenze in Coppa, e dove lo Sturm Graz termina il campionato al 2º posto e arriva alle semifinali in Coppa.
Rimane con la società di Graz per tre stagioni consecutive, con la squadra che si rivela molto competitiva disputando tre campionati di alto livello conclusi i primi due al secondo posto e il 2017-2018 al terzo, garantendo a Naschenweng e compagne, grazie a quei risultati, l'accesso alla UEFA Women's Champions League sia nella stagione 2016-2017, venendo eliminate già ai sedicesimi di finale dalle svizzere dello Zurigo, che in quella successiva, dove non riesce a qualificarsi nel turno preliminare. Naschenweng scende in campo in tutte le partite delle due partecipazioni al torneo UEFA, siglando anche quattro reti nell'edizione 2017-2018. Matura complessivamente 51 presenze in campionato, siglando 20 reti, alle quali si sommano le 5, con 6 reti in Coppa e una serie di amichevoli.

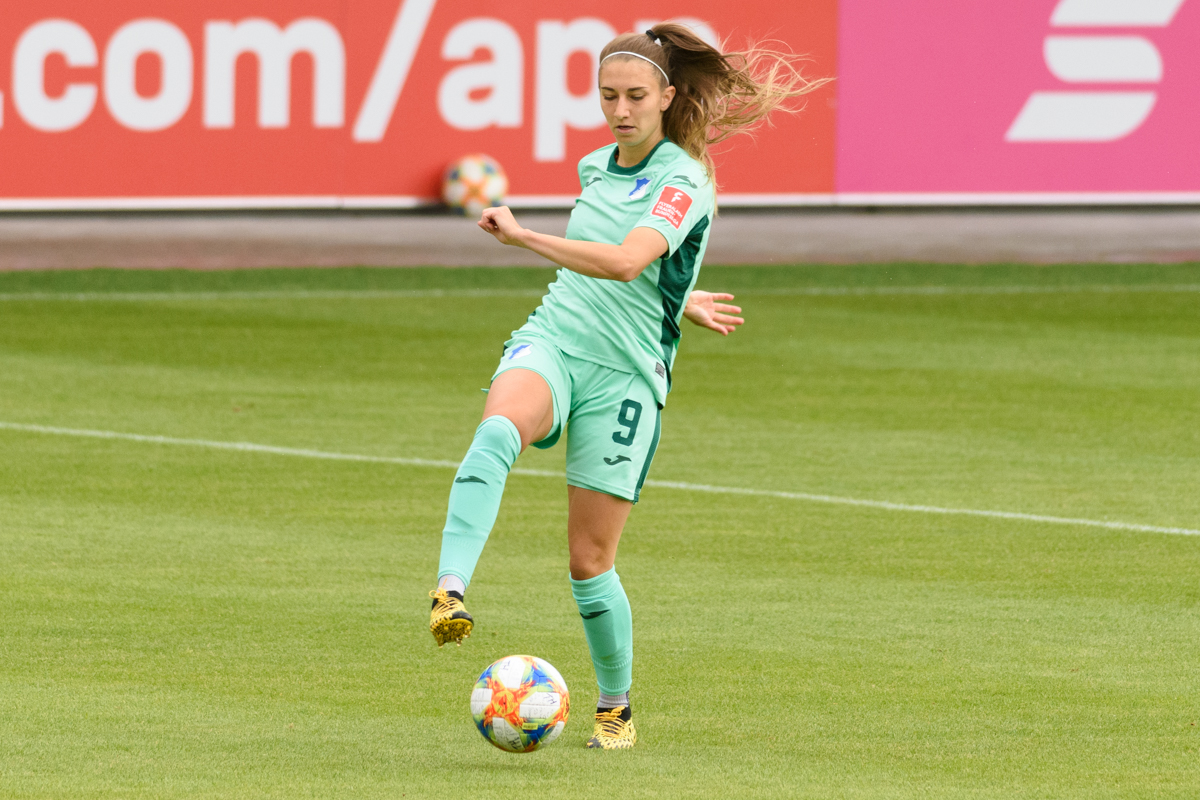
Naschenweng con la maglia dell' nel maggio 2020.

Nel 2018 coglie l'occasione per disputare il suo primo campionato all'estero, firmando un contratto con l'Hoffenheim per giocare nel campionato tedesco. Inizialmente inserita in rosa con la squadra riserve, Hoffenheim II, che disputa la 2. Frauen-Bundesliga, il livello cadetto della struttura femminile tedesca, dove debutta il 19 agosto 2018 nell'incontro vinto per 1-0 sul Hessen Wetzlar.
Durante una sessione di allenamento nell'agosto 2018, l'austriaca ha subito una rottura del legamento crociato e ha dovuto stare lontana dal terreno di gioco fino all'autunno 2019, tornando in campo in 2. Bundesliga il 13 ottobre, nella sconfitta per 4-3 con il Bayern Monaco II, poi in Coppa il 16 novembre, nella vittoria degli ottavi di finale per 6-1 sullo Jena e infine in Bundesliga il 22 novembre, nel pareggio 2-2 in trasferta con il 1. FFC Francoforte. Da allora il tecnico Jurgen Ehrmann la convoca con regolarità in prima squadra, dove nella stagione 2019-2020, colleziona 8 presenze in campionato, siglando una tripletta nella vittoria per 6-0 in trasferta sul Sand, così come il suo successore ed ex viceallenatore della squadra Gabor Gallai dalla stagione successiva.

### Nazionale

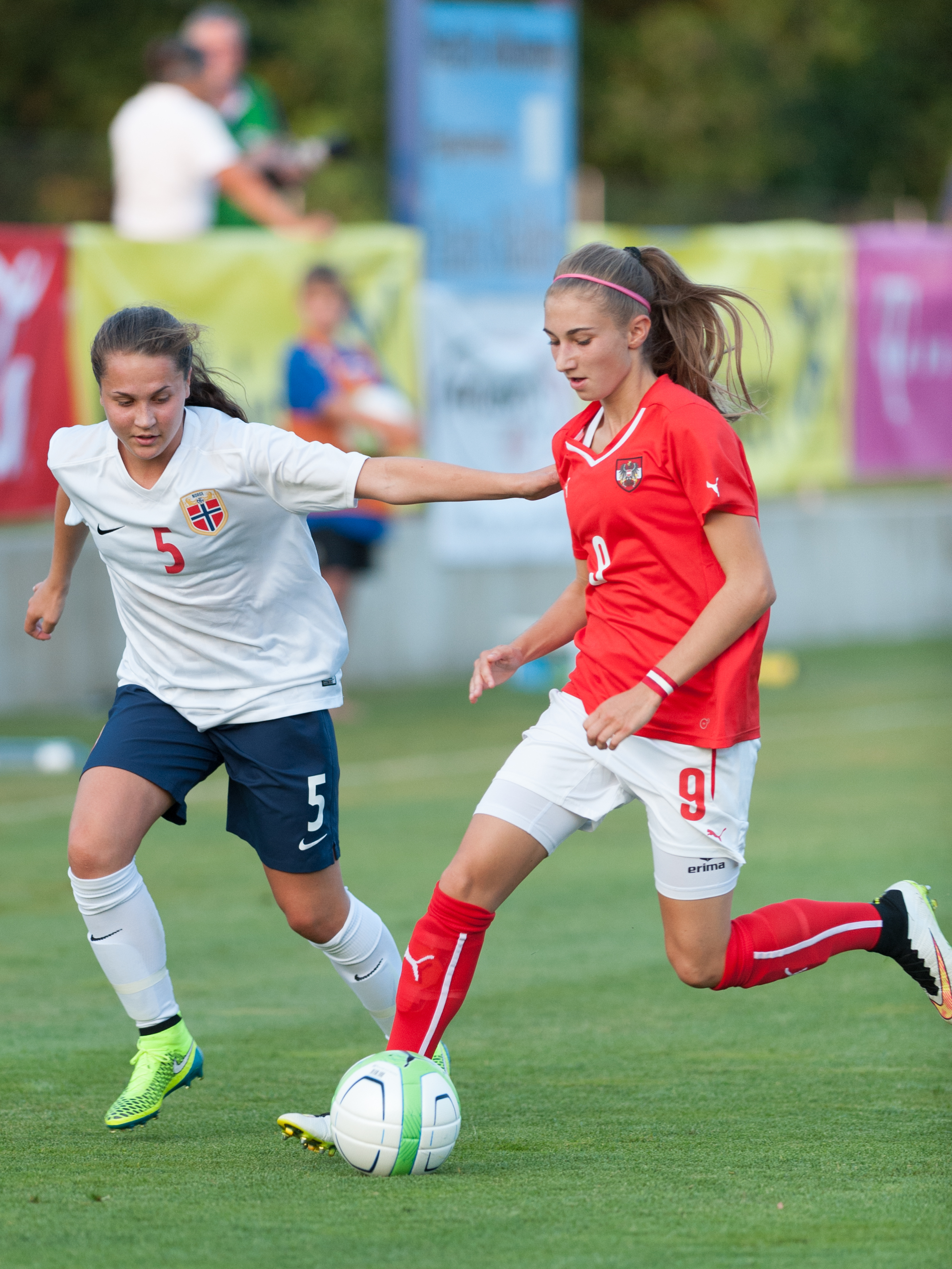
Naschenweng, sulla destra, con la maglia della nazionale Under-19 in un'azione di gioco con Heidi Elisabeth Ellingsen nell'amichevole con la del 12 agosto 2015.

Naschenweng inizia a essere convocata dalla federazione calcistica dell'Austria (Österreichischer Fußball-Bund - ÖFB) dal 2013, inserita in rosa con la formazione Under-17 che affronta le qualificazioni all'Europeo di Inghilterra 2014, torneo che a dispetto del nome si disputa interamente nel 2013, esordendo il 2 agosto nella vittoria per 7-0 con le pari età dell'Azerbaigian. Qui scende in campo in tutti i tre incontri del gruppo 8 del girone preliminare, concluso dall'Austria imbattuta al primo posto, e nei successivi tre, con la sua nazionale nuovamente imbattuta, del gruppo 2 della fase élite, conquistando per la prima volta l'accesso a una fase finale per la giovanile. Inserita nel gruppo A, in Inghilterra l'Austria, rispettivamente con un pareggio (0-0 con il Portogallo),  una sconfitta (2-1 con l'Inghilterra) e una vittoria (1-0 con l'Italia), pur ben comportandosi si classifica al terzo posto, venendo così eliminata già nella fase a gironi. Naschenweng gioca anche tutti i tre incontri della fase finale, indossando nella vittoria del 2 dicembre con l’Italia la maglia dell'U-17 per l'ultima volta.
Dal 2014, chiamata dall'allora tecnico federale Irene Fuhrmann, passa alla Under-19, con la quale debutta, in amichevole, il 6 marzo, nell'incontro vinto per 3-1 con il Belgio, per poi disputare i tre incontri del secondo turno di qualificazione all'Europeo di Norvegia 2014 dove la sua nazionale, con due sconfitte e un pareggio, non riesce ad accedere alla fase finale. Rimane in rosa anche per le due successive qualificazioni al torneo UEFA, giocando tutti i sei incontri delle due fasi in quello di Israele 2015, e i sei delle due fasi nel successivo di Slovacchia 2016, dove Naschenweng il 15 settembre va a segno per la prima volta, segnando al 56' la rete del parziale 4-0 nella vittoria per 8-1 con l'Albania, e dove la sua nazionale conquista per la prima volta l'accesso a una fase finale con la U-19 femminile. Inserita nel gruppo B con Spagna, Svizzera e Germania, l'Austria non riesce ad essere sufficientemente competitiva, perdendo tutti gli incontri e venendo di conseguenza eliminata dal torneo già dalla fase a gironi. In quell'occasione gioca tutti i tre incontri del gruppo B, indossando per l'ultima volta la maglia dell'U-19 il 25 luglio 2016, nella sconfitta per 3-1 con le tedesche.
In quello stesso anno arriva anche la convocazione nella nazionale maggiore da parte del commissario tecnico Dominik Thalhammer, con la quale debutta il 6 giugno 2016, in occasione delle qualificazioni, gruppo 8, all'Europeo dei Paesi Bassi 2017, rilevando al 75' Sarah Puntigam nella vittoria casalinga per 4-0 sulle avversarie d'Israele. Thalhammer continua a darle fiducia, inserendola in rosa con la squadra che disputa le edizioni 2017 e 2018 della Cyprus Cup, dove la sua nazionale coglie rispettivamente un 8º e un 7º posto, chiamandola inoltre per numerose amichevoli e per le qualificazioni, gruppo 7 della zona UEFA, al Mondiale di Francia 2019.
Assente per lungo tempo per le conseguenze dell'infortunio al ginocchio dell'agosto 2018, viene convocata nuovamente in nazionale a inizio 2020, chiamata da Thalhammer per la doppia amichevole con la Svizzera del 6 e 10 marzo.
Con il cambio de tecnico sulla panchina della nazionale, affidata a Fuhrmann dal luglio 2020, Naschenweng viene chiamata con regolarità dal nuovo CT in occasione delle qualificazioni, gruppo G, all'Europeo di Inghilterra 2022.

## Statistiche

### Presenze e reti nei club
Statistiche aggiornate al 26 agosto 2024.
| Stagione             | Squadra              | Campionato           | Campionato | Campionato | Coppe nazionali | Coppe nazionali | Coppe nazionali | Coppe internazionali | Coppe internazionali | Coppe internazionali | Altre coppe | Altre coppe | Altre coppe | Totale | Totale |
| Stagione             | Squadra              | Comp                 | Pres       | Reti       | Comp            | Pres            | Reti            | Comp                 | Pres                 | Reti                 | Comp        | Pres        | Reti        | Pres   | Reti   |
| -------------------- | -------------------- | -------------------- | ---------- | ---------- | --------------- | --------------- | --------------- | -------------------- | -------------------- | -------------------- | ----------- | ----------- | ----------- | ------ | ------ |
| 2019-2020            | Hoffenheim           | FB                   | 8          | 3          | CG              | 1               | 0               | -                    | -                    | -                    | -           | -           | -           | 9      | 3      |
| 2020-2021            | Hoffenheim           | FB                   | 21         | 1          | CG              | 2               | 0               | -                    | -                    | -                    | -           | -           | -           | 23     | 1      |
| 2021-2022            | Hoffenheim           | FB                   | 21         | 3          | CG              | 2               | 1               | UWCL                 | 10                   | 0                    | -           | -           | -           | 33     | 5      |
| 2022-2023            | Hoffenheim           | FB                   | 22         | 6          | CG              | 3               | 0               | -                    | -                    | -                    | -           | -           | -           | 25     | 6      |
| Totale Hoffenheim    | Totale Hoffenheim    | Totale Hoffenheim    | 72         | 13         | -               | 8               | 1               | -                    | 10                   | 0                    | -           | -           | -           | 90     | 14     |
| 2023-2024            | Bayern Monaco        | FB                   | 17         | 3          | CG              | 4               | 0               | UWCL                 | 5                    | 0                    | -           | -           | -           | 26     | 3      |
| 2023-2024            | Bayern Monaco        | FB                   | -          | -          | CG              | -               | -               | UWCL                 | -                    | -                    | -           | -           | -           | -      | -      |
| Totale Bayern Monaco | Totale Bayern Monaco | Totale Bayern Monaco | 17         | 3          | -               | 4               | 0               | -                    | 5                    | 0                    | -           | -           | -           | 26     | 3      |
| Totale carriera      | Totale carriera      | Totale carriera      | .          | .          | -               | .               | .               | -                    | .                    | .                    | -           | -           | -           | .      | .      |

## Palmarès

### Club
- Campionato tedesco: 1

Bayern Monaco: 2023-2024